# Brian Molko
Brian Molko (* 10. prosince 1972 Brusel, Belgie) je zpěvák, kytarista, basák, skladatel a textař skupiny Placebo. Kromě (bas)kytary hraje i na saxofon, klávesy, bicí, a harmoniku. Měří 169 cm, má zelené oči, hnědé vlasy. Je extrémně citlivý na laktózu, bojí se létání, kouří Marlboro Lights.
Molko používá hodně typů kytar. V období alba Sleeping With Ghosts používal Gibson SGs (The Bitter End, Every You Every Me, "Plasticine", Black-Eyed, Without You I'm Nothing, Special K, "Bulletproof Cupid", "Soulmates", Special Needs, This Picture),kytaru Fender Jaguars ("Allergic", Pure Morning, Nancy Boy, "Bionic", "Centrefolds", Where is My Mind?), a Fender Thinline Telecaster (Taste in Men) a Fender Bass VI (Slave To The Wage). Jako zesilovač používal Fender Twin Reverb.
Během Meds Tour, používal Gretsch Duo Jets (Infra-Red, Because I Want You, Song to Say Goodbye, "One of a Kind", The Bitter End, Running Up That Hill, Special K), Gibson SGs (Special Needs, Every You Every Me, Black-Eyed), Fender Jaguar ("Drag", Nancy Boy), Fender Thinline Telecaster (Twenty Years) a Gibson Chet Atkins SST (Meds). a jako zesilovač opět Fender Twin Reverb.
V roce 2003 se během rozhovoru s Grahamem Nortonem přiznal, že rád sbírá kytary a dává jim jména. Jeho kytary se jmenují: Bitch (jeho oblíbená), Bertii (růžová – o té tvrdí, že je gay), Tattoo, Luise a Goodness.

## Mládí
Narodil se americkému otci (s francouzsko-italskými předky) pracujícímu jako mezinárodní bankéř,a matce pocházející ze Skotska v belgickém Bruselu. Brianova rodina se často během jeho dětství stěhovala, a tak jako dospívající žil v Belgii, Nizozemí, Sýrii, Lucembursku, v Libanonu, Libyi i ve Skotsku, v rodném domě jeho matky, Dundee. Jeho rodiče se rozvedli když byl ještě teenager. Brian má o 10 let staršího bratra Stuarta.
Své dětství popisuje jako období, kdy se cítil velmi osamělý a opuštěný. Jeho výchova byla velmi přísná, navíc silně ovlivněná katolickou vírou.
Otec doufal, že Brian jednou bude bankéřem, v něm se ovšem začaly projevovat umělecké sklony. Již na škole působil ve školním dramatickém kroužku.
V období puberty se začal odlišovat svým androgynním zjevem. Lakoval si nehty, nosil rtěnku, oční stíny. Poslouchal punk.
Ačkoliv jeho první sexuální zážitek ve čtrnácti letech byl s dívkou, v sedmnácti letech si prožil svou první sexuální zkušenost se stejným pohlavím a uvědomil si naplno svou bisexuální orientaci.
Začal studovat Evropskou školu v Lucembursku, kterou ovšem opustil kvůli šikaně a svá studia ukončil na International School of Luxembourg. V sedmnácti letech odjel do Londýna v Anglii studovat dramatické umění na Goldsmiths College.

## Kariéra a osobní život
V roce 1990 potkal Stefan Olsdal na stanici metra South Kenington v Londýně. Brian pozval Stefana Olsdala do klubu, aby si poslechl koncert, na kterém hrál Steve Hewitt se svou skupinou Breed.
Společně se Stevem Brian založil skupinu Ashtray hearts a tu později přejmenovali na Placebo.
Jako bubeník se k nim přidal Robert Schultzberg, který také pochází ze Švédska a znal se se Stefanem Olsdalem.
Společně natočili album Placebo, ale už během nahrávání se projevily neshody mezi Brianem a Robertem, které vyvrcholily během
společného turné. Robert Schultzberg nakonec Placebo opustil a za bubny jej nahradil Steve Hewitt.
Briana hudebně ovlivnily skupiny a interpreti: Depeche Mode, David Bowie, Iggy Pop, Lou Reed, Sonic Youth, The Pixies, PJ Harvey, The Kills, Nick Drake, The Cure, Marilyn Manson, Dave Grohl a mnoho dalších.
Brian Molko se učil hrát na kytaru ve věku šestnácti let. Hraje ale i na další hudební nástroje: baskytara, harmonika, klávesy, saxofón, bicí. Hovoří plynně francouzsky, anglicky, trochu i německy. Jednu dobu jezdil po klubech jako DJ.
V roce 1998 si zahrál ve filmu Velvet Godmine. V tomto filmu zazněla coververze od T-Rex "Twenty Century Boy", kterou nahráli Placebo. Brian hrál roli Malcolma, zpěváka z fiktivní glam-rockové kapely Flaming Creatures. Stal se také producentem filmu Sue's Last Ride z roku 2001. Také se objevil na plakátu k filmu Un jour d'été z roku 2006.
V roce 2005 se Brianovi a jeho dlouholeté přítelkyni Heleně Berg narodil syn jménem Cody. Svého syna pojmenovali rodiče po kamarádovi, který zemřel při autonehodě. Helena Berg je fotografka, mimo jiné vytvářela obaly k singlům alba Sleeping With Ghosts.
Brian Molko žije v severním Londýně, ale velmi často navštěvuje Paříž.

## Spolupráce
Brian spolupracoval se spoustou známých hudebníků:
- Timo Maas – "Pictures", "Like Siamese", "First Day";
- Asia Argento – "Je t'aime, moi non plus";
- Kristeen Young – "No Other God";
- Dream City Film Club – "Some";
- Jane Birkin – "Smile";
- ac acoustics – "Crush";
- Alpinestars – "Carbon Kid";
- Trash Palace – "The Metric System".

Brian napsal také text k "Pink Water 3", písně od Indochine z alba Alice Et June, vydaného v roce 2005. Brianův přítel byl David Bowie, se kterým nazpíval píseň Without You I'm Nothing a cover verzi 20th Century Boy live.

## Vystoupení
- Never Mind the Buzzcocks
  - Episoda #2.06 (1997)
  - Episoda #8.01 (2001)
  - Episoda #9.06 (2001)
- Glastonbury Festival (1998)
- BRIT Awards (1999)
- Late Night with Conan O'Brien
  - Episoda dated March 27, 1999
- rage
  - Placebo Guest Programme rage (1999)
- Paskvil
  - Episoda #5.11 (2001)
- The Kerrang! Awards (2002)
- Rive droite - rive gauche
  - Episoda dated March 21, 2003
- V Graham Norton
  - Episoda #4.21 (2003)
- Tout le monde en parle
  - Episoda dated May 3, 2003
  - Episoda dated February 14, 2004
- Double je
  - Episoda dated June 26, 2003
- Placebo: Soulmates Never Die - Live in Paris 2003
- Le grand journal de Canal+
  - Episoda dated September 13, 2004
  - Episoda dated October 13, 2004
- Placebo: Androgyny (2005)
- Live 8 (2005)
- 4Music (2006)
- Rock am Ring (2006)
- Rock im Park (2006)
- Isle of Wight Festival (2006)
- Greenfield Festival (2006)
- The Friday Night Project (2006)
- Soccer A.M. (2006)
- Nova Rock Festival (June 15, 2006)
- Roskilde Festival (July 2, 2006)
- Open'er Festival (July 6, 2006)
- T in the Park (July 8, 2006)
- Oxegen (July 9, 2006)
- Vieilles Charrues Festival (July 21, 2006)
- Festival Internacional de Benicàssim (July 23, 2006)
- Rock-A-Field (July 25, 2006)
- Leeds Festival (August 25, 2006)
- Rock'n Coke (September 3, 2006)